# Прибузьке (Куцурубська сільська громада)
Прибу́зьке — село в Україні, у Куцурубській сільській громаді Миколаївського району Миколаївської області. Населення становить 130 осіб.

## Населення

### Мова
Розподіл населення за рідною мовою за даними перепису 2001 року:
| Мова       | Кількість | Відсоток |
| ---------- | --------- | -------- |
| українська | 108       | 83.08%   |
| російська  | 22        | 16.92%   |
| Усього     | 130       | 100%     |